# Przepona moczowo-płciowa
Przepona moczowo-płciowa (łac. diaphragma urogenitale) – w anatomii człowieka warstwa mięśniowa zamykająca wraz z przeponą miednicy  i pozostałymi tkankami miękkimi dna miednicy dolny otwór miednicy.
Jest to trójkątna płyta mięśniowo-włóknista, którego podstawa jest zwrócona ku tyłowi i dołowi, a wierzchołek ku przodowi i górze. Przepona jest równomiernej grubości około 1 cm. Tworzą ją głównie włókna mięśnia poprzecznego głębokiego krocza, tworzące główne podłoże przepony moczowo-płciowej. Jego włókna biorą początek na gałęzi kości kulszowej i gałęzi dolnej kości łonowej, przebiegają poprzecznie i kończą się na przeciwległych gałęziach. Oprócz niego w skład przepony wchodzą mięsień zwieracz cewki moczowej oraz mięsień poprzeczny powierzchowny krocza. Oprócz wspomnianych mięśni przepona moczowo-płciowa zawiera liczne wiązki mięśni gładkich.
Mięśnie przepony na obu powierzchniach są pokryte przez powięzie:
- od góry – powięź górna przepony moczowo-płciowej (łac. fascia diaphragmatis urogenitalis superior),
- od dołu – powięź dolna przepony moczowo-płciowej (łac. fascia diaphragmatis urogenitalis inferior).

Obie powięzie zrastają się ze sobą na przednich i tylnych brzegach, zrośnięte przednie brzegi tworzą więzadło poprzeczne krocza. 
Przeponę moczowo-płciową przez rozwór moczowo-płciowy przebija przewód moczowo-płciowy. U mężczyzny jest to tylko wąska cewka moczowa. U kobiety, oprócz cewki moczowej, przez dodatkowy otwór przenika pochwa. Powoduje to, że przepona moczowo-płciowa u kobiety jest luźniejsza, znacznie słabsza mechanicznie i w stanach patologicznych może dojść do wypadania narządu rodnego. 
Wszystkie mięśnie przepony moczowo-płciowej unerwione są przez gałęzie odchodzące od nerwu sromowego.